# 白切雞

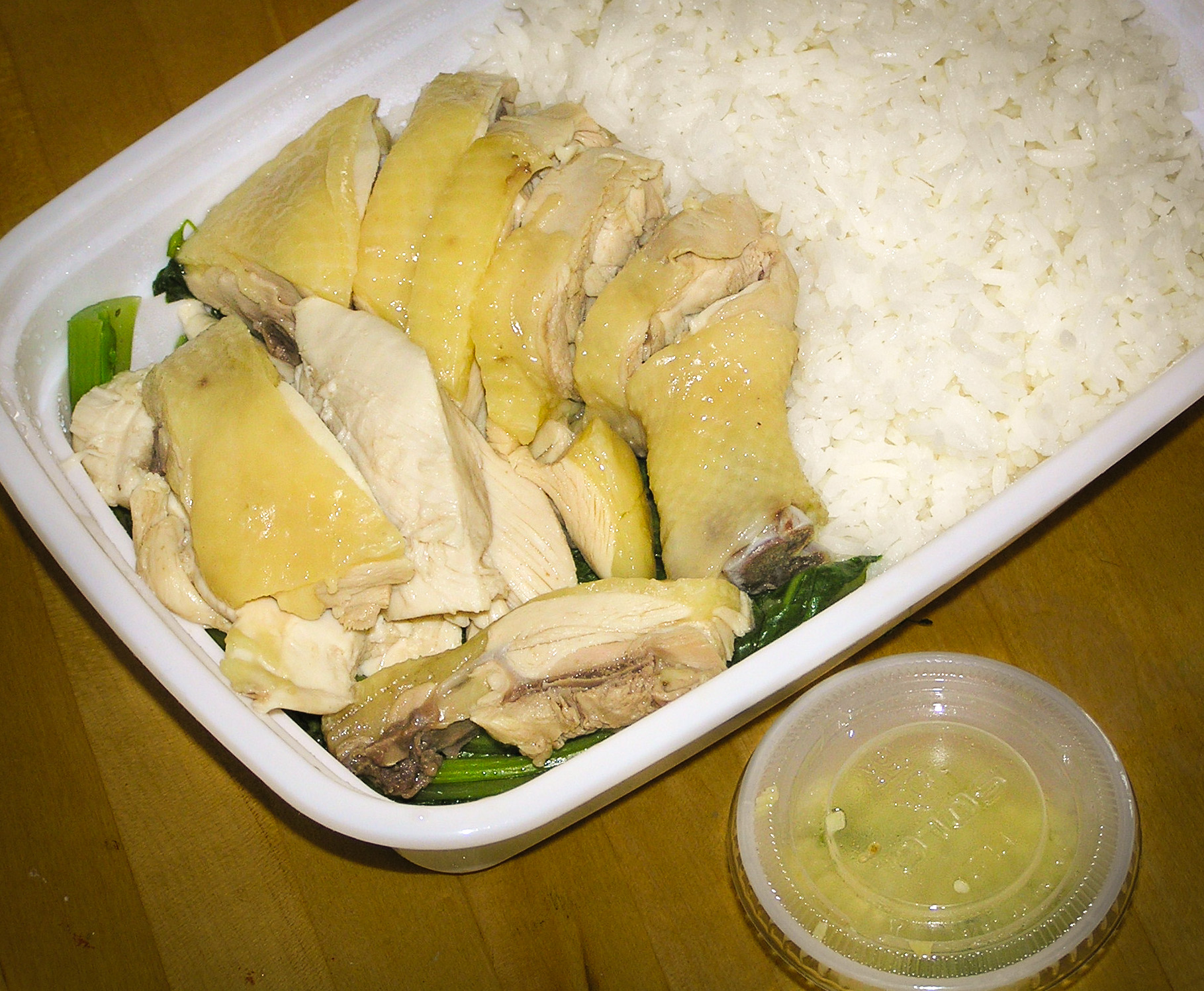
白切雞配以白飯及薑蓉

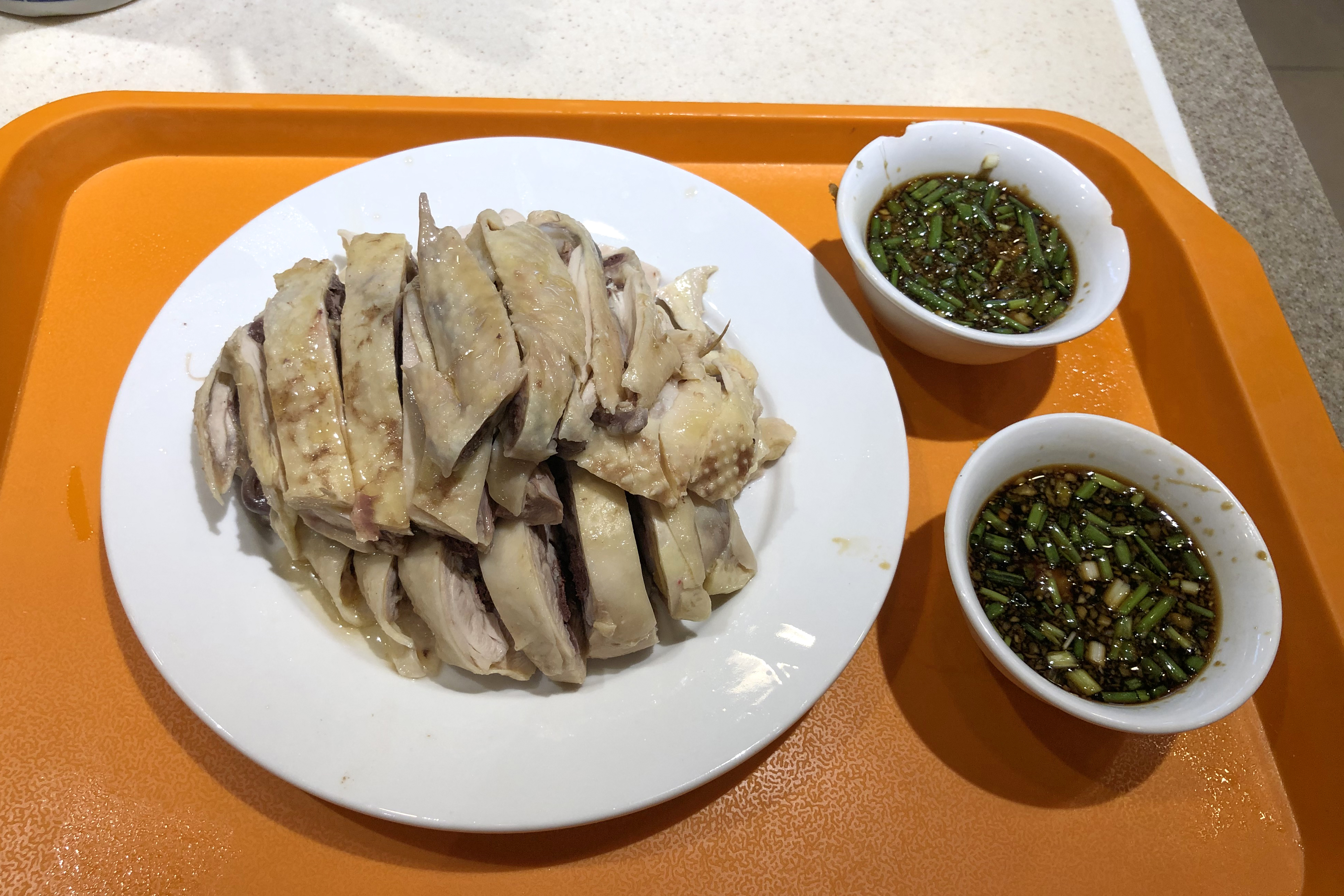
上海小绍兴酒家供应的白斩鸡

白切雞又稱白斬雞、三黃雞、白鏨雞，是一道華人的雞肉料理，起源于广东，是粵菜的傳統菜色，因為其熟烹方式為白灼（清水煮），所以也叫做白灼雞。在香港被視為一種廣東燒味，常在燒味店有售。
白切雞的特色是烹調時不加入香料調味，把雞宰殺後用熱水浸熟或隔水蒸熟而成，過程中不加入香料和調味品，或只使用很少的調味。目的是讓雞的自然鮮味盡量顯露，這種烹調方法正好凸顯廣東菜追求保持食材原汁原味的特色。白切雞在香港、廣東、广西和海南等地都十分常見。

## 做法
因為白切雞最注重雞肉的自然鮮味，所以多選用即日屠宰的鮮雞，通常不加調味料，最多只會用薑、蔥和鹽略醃，傳統的煮法多採用浸熟，雞僅會煮至剛好熟透，煮過久、過熟就會導致肉質不鮮嫩，口感變得粗糙，所以時間的掌握對製作好的白切雞十分重要。將剛屠宰的雞隻去毛及清洗乾淨，並要準備一大鍋的開水，水沸騰後關掉爐火，熱水被煲沸後要熄滅爐火，是因為滾騰的熱水會破壞雞的表皮，開始浸雞的水溫約為攝氏90餘度。先拿著雞的頸部，慢慢地把雞浸入熱水中，但不要放手，當浸到近頸部的位置時，立即把雞提起，這個程序要來回數次，目的是讓雞腔內也有熱水，使雞的內外均衡受熱，避免雞的外面熟，裡面卻未熟，之後將雞完全浸入熱水之中，慢慢把雞浸熟，當時間足夠後，把雞從鍋中取出，然後澆上冷水，使雞皮變得脆口，之後把雞吊起風乾。使用這種方法煮白切雞，優點是不容易過熟，能夠保持肉質鮮嫩；缺點是浸煮的時間不易掌握，雞肉可能未完全熟透，把雞斬開後可能仍會有紅色的血水在骨裡，如果連雞肉也有血水，則這隻雞顯然未被煮熟，細菌和寄生蟲可能未被殺死，就不應食用，必須把雞再加熱至熟透。做白切雞除了可用熱水浸煮，也可隔水蒸熟，蒸煮時最厚肉的雞胸要向上，蒸雞的受熱比浸煮均勻，時間較容易掌握，不過以蒸煮製作白切雞較容易造成雞皮出現破損，其中一個避免雞皮破損的方法是在蒸煮前，緊貼在雞的表皮包上一層食物保鮮紙，避免水蒸氣直接接觸雞皮，但不要封閉雞腔的位置。
上等的白切雞採用品種好、新鮮肥美的嫩雞（最优是用被阉割的公鸡和为下单过的母鸡）來製作，把新鮮的嫩雞煮至剛好熟，以皮滑、肉嫩、味鮮為佳。吃白切雞時可以不加調味料直接食用，也可配上蘸料，最常見的蘸料是以薑末、蔥粒和食油製成的薑蓉，也可蘸上山柰拌食油、豆酱、酱油或芥辣增加風味，也有配上油炸过的小葱油和蒜蓉辣酱。

## 四点金
客家人宴客時的「白斬雞」要保留「頭、尾、腳、翅」，稱為「四點金」，有完美圓滿之意，并且客人是不吃這四點金的，以示尊重。客家俗諺說：
|  | 席上盤中四點金，頭尾腳翅不容侵，嘉賓貴主皆完美，風俗由來弦外音。 |

## 图集

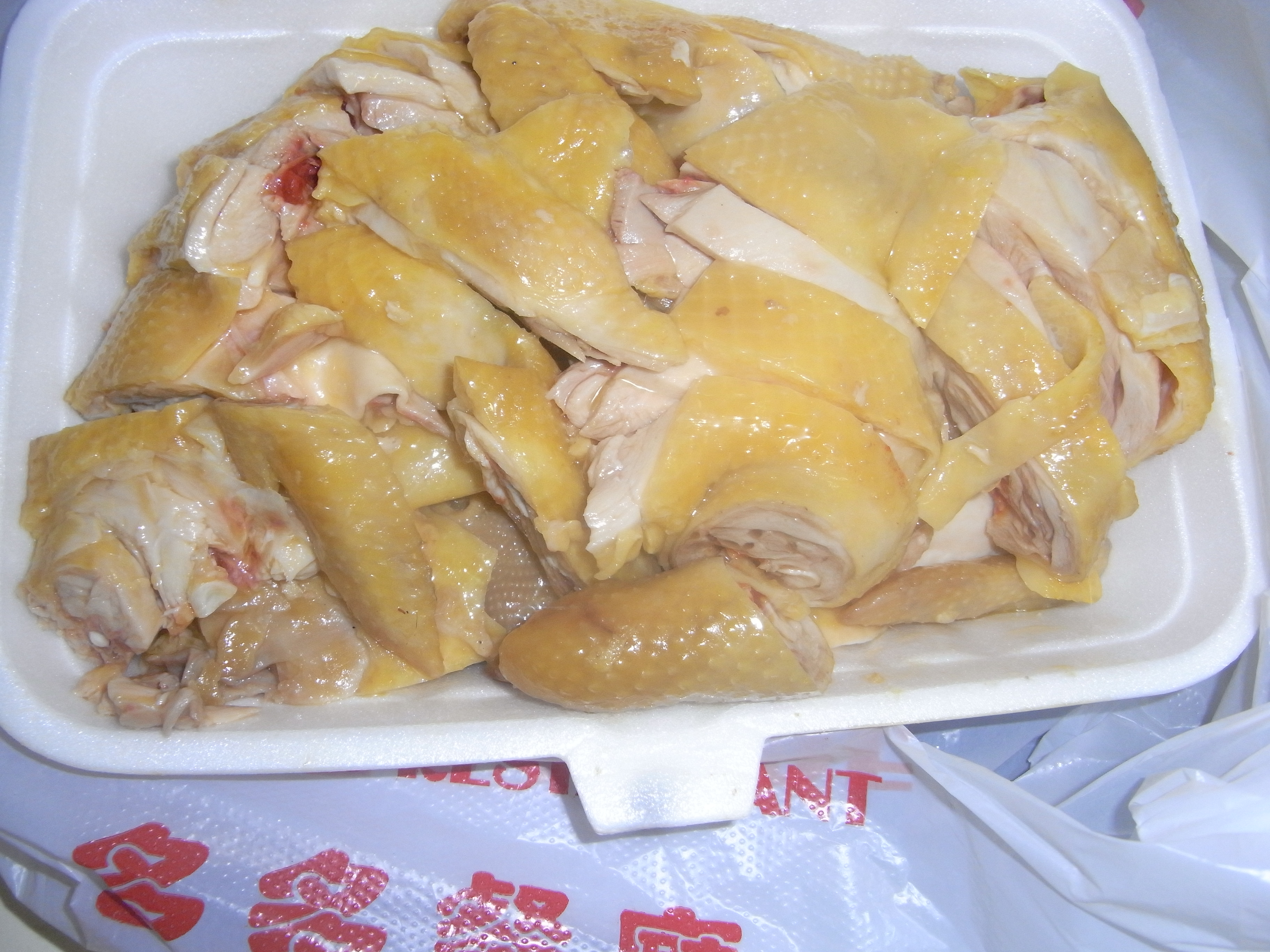
香港多多餐廳燒腊飯店的白切鸡
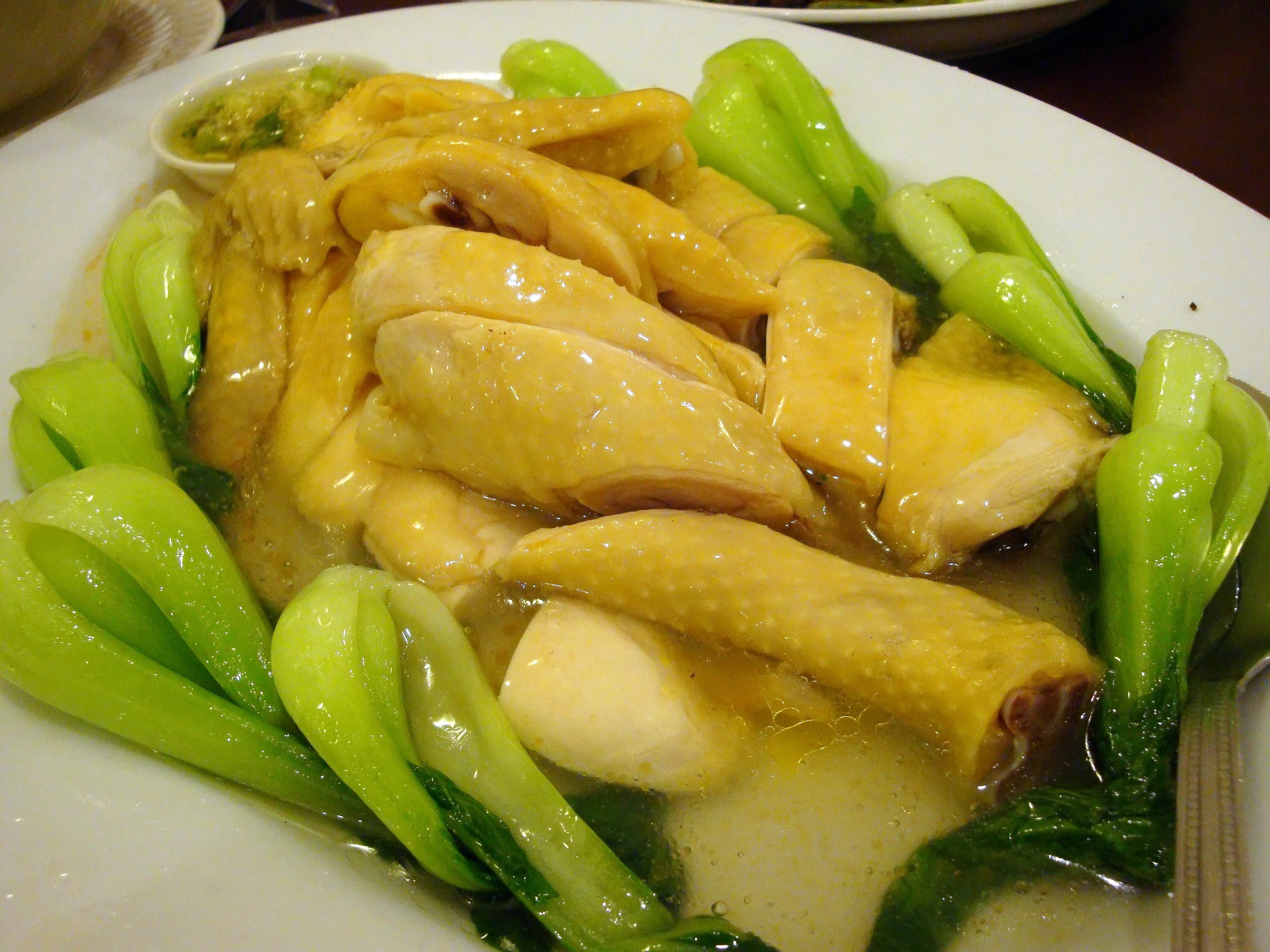
白切雞
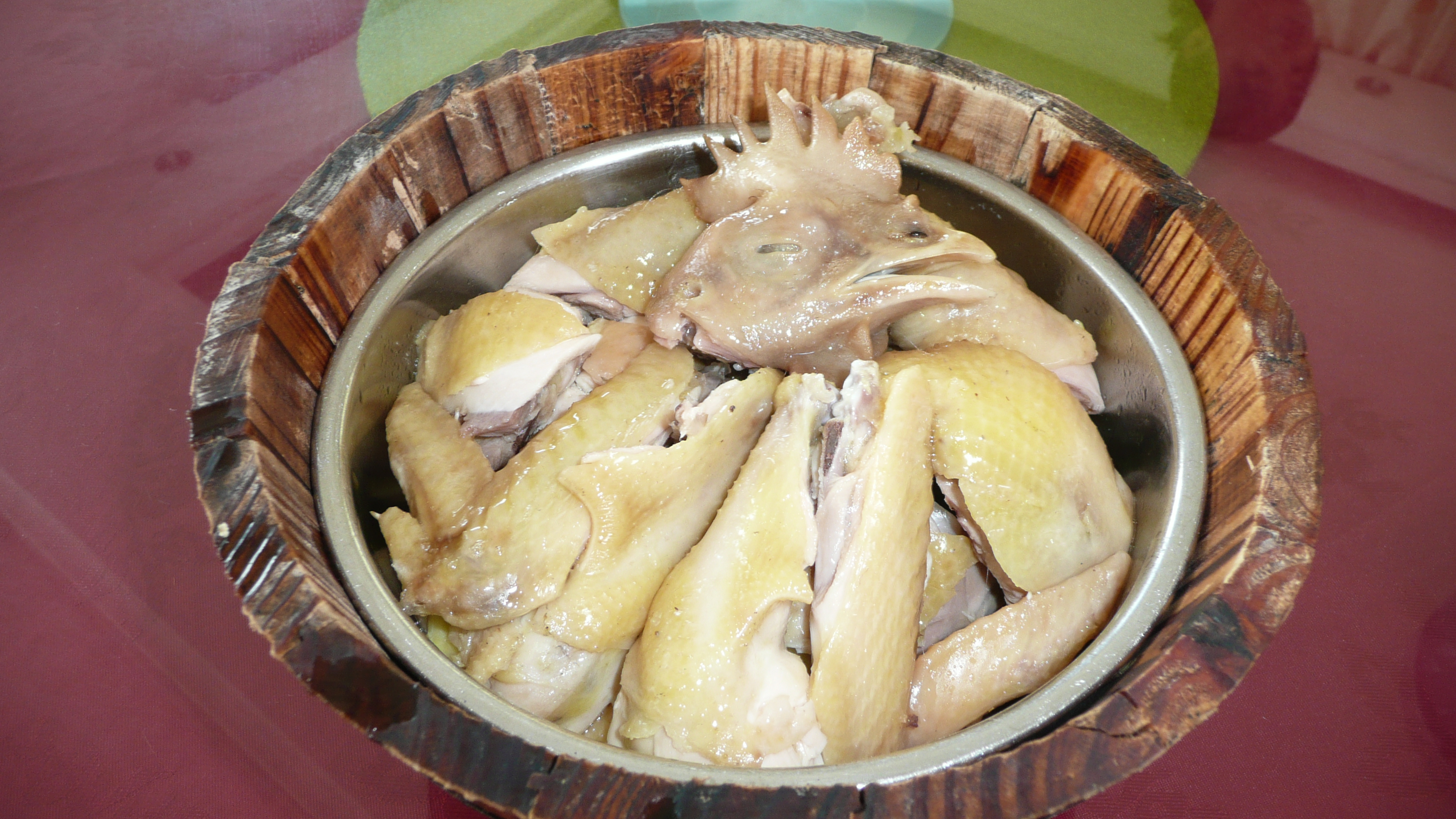
白切雞

## 外部連結
维基共享资源上的相關多媒體資源：白切雞